# سوسنووی بور (استان آمور)
سوسنووی بور (به لاتین: Sosnovy Bor) یک منطقهٔ مسکونی در روسیه است که در استان آمور واقع شده‌است.